# Stade Makis
Stade Makis – stadion znajdujący się w Antananarywie służący do rozgrywania meczów rugby union.
Stadion znajduje się na czterohektarowej działce położonej w zachodniej części Antananarywy, cztery kilometry od centrum miasta. Na widowni może zasiąść piętnaście tysięcy osób, infrastruktury dopełnia szatnie, siłownia oraz parking na 150 pojazdów. Znajduje się tam też siedziba Fédération Malagasy de Rugby.
15 grudnia 2012 roku oficjalnego otwarcia stadionu dokonał prezydent Madagaskaru Andry Rajoelina, który kilka miesięcy wcześniej wmurował również kamień węgielny.